# 改良型データ・モデム
改良型データ・モデム（英語: Improved Data Modem, IDM）は、アメリカ軍が開発したモデム端末のアーキテクチャ。SINCGARSやen:HAVE QUICKなど、従来の戦術無線通信システムアーキテクチャと組み合わされて、C4Iシステムの物理層を構成する。

## 概要
IDMは1991年、アメリカ海軍研究所（NRL）によって開発された。当初はEA-6B電子戦機に搭載される予定であったが、間もなく、統合作戦において各軍共通のデータ通信を提供できるという特性が注目されるようになり、同年、AN/APG-68(v)5に組み込まれて、空軍のF-16でも運用が開始された。1993年、IDMを含めた物理層の仕様がMIL規格においてMIL-STD-188-220として規格化された。初期のモデルでは、75, 150, 300, 600, 1,200, 2,400ビット毎秒のデータ転送レートを発揮できた。また、1999年には第2世代の仕様が策定された。
IDMは、従来型の無線通信機を介して戦術データ・リンクを実現するソリューションとして注目された。当時、新世代の戦術データ・リンク端末である統合戦術情報伝達システムが登場しはじめていたが、これはより高機能のデータ・リンクを実現できるものの、容積や電力の要求が大きく、また高価であるため取得性にも問題があった。これに対して、IDMでは従来型の無線通信機を使用することから、既存の資産を最大限に活用することができ、また、相互運用性にも優れている。このことから、IDMは主として、陸軍・空軍において、戦闘車両や航空機に搭載される。
現在、IDMの製造元最大手は、アメリカのサイメトリクス・インダストリーズ社（Symetrics Industries. LLC）である。各種の端末がアメリカ軍をはじめとする北大西洋条約機構軍で広く採用されており、11カ国で、3,200機以上の固定翼および回転翼機に搭載されて運用されている。

### 搭載機
アメリカ軍
- OH-58 カイオワ
- AH-64D アパッチ・ロングボウ
- F-16 ファイティング・ファルコン
- F/A-18 ホーネット
- A-10 サンダーボルトII
- B-52 ストラトフォートレス
- E-2C ホークアイ
- EA-6B プラウラー

イギリス軍
- WAH-64 アパッチ
- アグスタウェストランド リンクス
- SEPECAT ジャギュア
- トーネード GR.4
- トーネード F.3

トルコ軍
- F-16 ファイティング・ファルコン

ノルウェー軍
- F-16 ファイティング・ファルコン

デンマーク軍
- F-16 ファイティング・ファルコン

ベルギー軍
- F-16 ファイティング・ファルコン

オランダ軍
- F-16 ファイティング・ファルコン

韓国軍
- F-16 ファイティング・ファルコン

## IDMを利用したシステム

### SADL/EPLRS
SADL（英: Situation Awareness Data Link）は、アメリカ空軍が近接航空支援任務において使用する戦術データ・リンク。UHFの軍用航空無線機とIDMを連接することによって運用され、戦闘機・攻撃機および統合末端攻撃統制官（JTAC）との間でデータ・リンクを実現する。
一方、EPLRS（英: Enhanced Position Location Reporting System, 強化型位置評定報告システム）は、1987年より就役しはじめたアメリカ陸軍の情報システムであり、各隊の位置と状況を共有するためのニア・リアル・タイムのシステムである。使用周波数はUHF帯、時分割多元接続（TDMA）方式を採用している。
SADLとEPLRSは連接されており、SADLを装備した航空機は、EPLRSのネットワークで配信されている地上部隊の位置を受信することができる。これによって、近接航空支援作戦が大幅に効率化されることとなった。現在、空軍のF-16戦闘機およびA-10攻撃機がSADL/EPLRSに対応している。

### TIBS
TIBS（英: Tactical Information Broadcast System）は、3軍合同の情報（INTEL）系C4Iシステム。統合同軸報送信サービス（IBS）のサブシステムとしてのIBS-I (IBS-Interactive)とも称されている。通信基盤としては、基本的には衛星通信（UHF-SATCOM）のほか、直視経路での無線伝送も可能とされている。

#### IDL
IDL（英: Intra-flight Data Link）は、北大西洋条約機構諸国空軍で採用されている戦闘機用戦術データ・リンク。UHFないしVHF帯の航空無線機とIDMを連接することによって運用され、同時に4機がネットワークに参加することができる。

#### AFAPD
AFAPD（英: Air Force Application Program Development, 米空軍航空推進本部）は、アメリカ空軍で採用されている戦術データ・リンクの通信プロトコル。

#### TACFIRE
TACFIRE（英: Standard Army Tactical Fire）は、アメリカ陸軍で運用されているC4Iシステム。これは、1980年代より、野戦砲兵部隊の指揮・統制に用いられていたもので、その戦術データ・リンクはIDMに準拠していた。
TACFIREは、陸軍戦闘指揮システムの一環として開発された先進野戦砲兵戦術情報システム（AFATDS）によって発展的に代替されつつあるが、AFATDSのデータ・リンクは、後述のVMFに則ったものとして、他兵科のものと相互運用性を確保している。

### VMF
VMF（英語: Variable Message Format）は、アメリカ国防総省によって策定された戦術データ・リンクの通信プロトコル。アメリカ陸軍の戦術インターネットにおいて標準的なプロトコルとして採用されており、メッセージ・フォーマットはMIL-STD-6017、ヘッダ・フォーマットはMIL-STD-2045-47001として規定されている。
VMFは、上記の各種の情報システムにおいて共通して運用されるプロトコルとして開発された。VMFで用いられているメッセージ・フォーマットはK-シリーズと称されているが、これはリンク 16で用いられるJ-シリーズを元にして、限定的な容量しかもたないアナログ回線でも運用しうるように、必要に応じてメッセージ容量を削減できる可変型フォーマットとして策定されており、相互運用性を確保している。これにより、IDMのネットワークと、JTIDS/MIDSのネットワークを連接することが可能になった。